# پکسی اوکی
پکسی اوکی (به اسپانیایی: Paxsi Awki) یک کوه در پرو است که در منطقه موکگوا واقع شده‌است. پکسی اوکی ۵٬۳۴۴ متر بالاتر از سطح دریا واقع شده‌است.